# Тамбурин

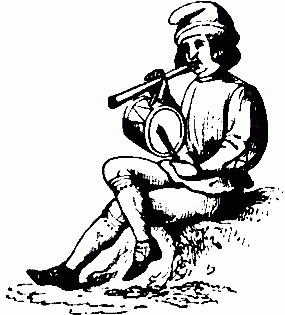
Менестрель, що у Різдво грає на флейті й тамбурині.

Тамбури́н (від фр. tambourin < tambour — «барабан»; сучасне значення — «бубон») — старовинний музичний барабан циліндрової форми, а також танець в дводольному розмірі і музика до нього.
Тамбурин був відомий на півдні Франції близько XVIII століття. Зазвичай один і той же виконавець грав на флейті і акомпанував собі на тамбурині.
Шарль-Марі Відор стверджував, що тамбурин «відрізняється від звичайного барабана сильно витягнутою зовнішністю і відсутністю різкого звуку». Жозеф Баггерс додає, що тамбурин не тільки довший від звичайного барабана, але, на відміну від нього, має струни, натягнуті поверх шкіри, що й додає інструменту властиву йому «дещо гугняву глухість».
Навпаки, французький військовий диригент XIX століття М.-А. Суайє обережніший. Він просто об'єднує ці положення і затверджує, що тамбурин має «дуже довгий кузов і часто буває без струн — sans timbre».